# Rhytidophaena
Rhytidophaena is een geslacht van kevers uit de familie van de loopkevers (Carabidae). De wetenschappelijke naam van het geslacht is voor het eerst geldig gepubliceerd in 1891 door Bates.

## Soorten
Het geslacht Rhytidophaena omvat de volgende soorten:
- Rhytidophaena feae (Gestro, 1889)
- Rhytidophaena inornata (W.Horn, 1900)
- Rhytidophaena tetraspilota (Chaudoir, 1852)